# Giovanni Battista Belmonte
Giovanni Battista Belmonte (dokumentiert 1509) war ein in der Lombardei tätiger Maler aus dem Leonardo-Kreis.
Wenig bekannter Maler, dessen Herkunft und Leben völlig im Dunkeln liegt. Das einzige Beleg für seine Existenz ist ein signiertes und datiertes Madonnenbild, in Mailand, Pinacoteca di Brera, welches die folgende Inschrift trägt: Ioanes Bapta / bel monte pinxit 1509.
Bei dem Bild handelt es sich um die Kopie eines mehrfach vom sogenannten Giampietrino gemalten Bildes. Es steht deshalb zu vermuten, dass Giovanni Battista Belmonte in dessen unmittelbaren Umkreis tätig war. Vielleicht war er sogar ein Schüler. Da das Bild kaum Unterschiede zu den Werken des Giampietrino aufweist, könnten sich unter dessen zugeschriebenen Werken durchaus weitere Arbeiten Belmontes befinden.
Aufgrund kleiner Details wird vermutet, dass es sich bei Giovann Battista Belmonte vielleicht um keinen lombardischen, ja nicht einmal italienischen Meister handelt. Neuere Versuche, das Werk einem in Italien, tätigen, französischen Meister zuzuschreiben, indem man die Signatur als „Jean-Baptist Beaumont“ auflöst, müssen bis zur Aufdeckung neuer Erkenntnisse Spekulation bleiben.

## Werke
- Maria mit dem Kinde (Mailand, Pinacoteca di Brera)